# Palazzo Penna (Nápoly)
A Palazzo Penna vagy Palazzo Penne egyike Nápoly azon 15. századi, gótikus stílusú épületeinek, amelyek átvészelték az 1456-os földrengést. Nevét Antonio Penna (vagy Antonio da Penne), Durazzói László király titkára után kapta, aki elrendelte megépítését. A számos utólagos módosítás miatt állaga megromlott, ennek ellenére ma is látható a durazzói időkből származó portál valamint a belső udvar.